# Centro Amazonense
Centro Amazonense is een van de vier mesoregio's van de Braziliaanse deelstaat Amazonas. Zij grenst aan de deelstaten Roraima in het noorden en Pará in het oosten en de mesoregio's Sul Amazonense in het zuiden, Sudoeste Amazonense in het westen en Norte Amazonense in het noordwesten. De mesoregio heeft een oppervlakte van ca. 356.348 km². Midden 2004 werd het inwoneraantal geschat op 2.446.699.
Zes microregio's behoren tot deze mesoregio:
- Coari
- Itacoatiara
- Manaus
- Parintins
- Rio Preto da Eva
- Tefé

Mesoregio's: Centro Amazonense · Norte Amazonense · Sudoeste Amazonense · Sul Amazonense

Microregio's: Alto Solimões · Boca do Acre · Coari · Itacoatiara · Japurá · Juruá · Madeira · Manaus · Parintins · Purus · Rio Negro · Rio Preto da Eva · Tefé